# Rádio Cultura (Santos)
Rádio Cultura é uma emissora de rádio brasileira concessionada em São Vicente, porém sediada em Santos, ambas cidades do estado de São Paulo. Opera no dial FM, na frequência 95.7 MHz. Seus estúdios estão localizados na Galeria 5ª Avenida no bairro do Gonzaga, junto com a sua co-irmã Mix FM Santos, e sua antena de transmissão está no Morro do Voturuá, em São Vicente.  Atualmente está arrendada para a Igreja Pentecostal Deus É Amor, retransmitindo a programação da Rádio Deus é Amor

## História
Foi fundada em 17 de outubro de 1946 em São Vicente, por Paulo Jorge Mansur, Salim Mansur e Jorge Mansur, posteriormente transferida para Santos, tornando-se a terceira emissora de rádio da cidade. A rádio transmitia na frequência AM 930 kHz, e em 1958, passou a operar no dial FM em 106.7 MHz. Em 1964, Paulo Jorge Mansur se desligou da rádio, que passou a ser comandada pelo seu filho, Gilberto Mansur, junto com seus irmãos (entre eles, Beto Mansur, que foi diretor da rádio nas décadas de 1980 e 1990).
Em 1º de setembro de 2015 a rádio extingue sua programação e arrenda as duas frequências para Igreja Apostólica Plenitude do Trono de Deus, passando a repetir a programação da Rede do Bem FM. Em 22 de setembro de 2015, a 930 AM passou a repetir a programação da Saudade FM. Em 4 de agosto de 2016, a frequência 106.7 FM passou a fazer parte da rede da Mix FM, tornando-se a Mix FM Santos.
Em 5 de abril de 2017, a emissora migra para a frequência FM, deixando de repetir a programação da Saudade FM e passando a executar uma programação musical nos 95.7 MHz.

No dia 11 de fevereiro de 2019 a Radio Cultura  dispensa seus locutores e encerra sua programação  após  de Ser arrendada pela Igreja Pentecostal Deus É Amor e passa a transmitir a programação da Rádio Deus é Amor